# جوئل مری
جوئل مورای (انگلیسی: Joel Murray؛ زادهٔ ۱۷ آوریل ۱۹۶۳) یک هنرپیشه اهل ایالات متحده آمریکا است. وی از سال ۱۹۸۶ میلادی تاکنون مشغول فعالیت بوده‌است.
از فیلم‌ها یا برنامه‌های تلویزیونی که وی در آن نقش داشته‌است می‌توان به آرتیست، دارما و گرگ، هنوز وایسادیم و خدا آمریکا را در پناه خود نگه دارد، خط صورتی نازک، آخرین حرف و یک تابستان دیوانه اشاره کرد.